# Chapelle de la Vraie Croix de La Vraie-Croix
La chapelle de la Vraie Croix  est située au bourg de La Vraie-Croix (Morbihan). 
La chapelle et les cryptes font l’objet d’une inscription au titre des monuments historiques depuis le 5 octobre 1926.

## Origines de la chapelle
De la chapelle élevée au XIIIe siècle, il ne reste plus qu'un portail d'origine. Le reste de la chapelle date du XVIe siècle. 
Selon la légende, elle aurait été bâtie sur le lieu où une relique de la vraie croix, rapportée de Terre Sainte par un croisé breton, aurait été dérobée par une pie et cachée en hauteur dans une aubépine.

## Architecture
Cette chapelle est construite sur deux étages au-dessus d'une voûte, portée par deux arcades brisées, qui permet à la route pavée de la traverser du Nord au Sud. 
La route passe sous le transept de la chapelle haute. Cette configuration rarissime, rappelle celle de l'Église Saint-Martin de Triel-sur-Seine.
Sous la voûte, à l'ouest, se trouve une porte ogivale à cinq retraits, qui paraît appartenir à la fin du XIIIe siècle par laquelle il était possible de monter à la chapelle supérieure. 
On y accède aujourd'hui par un escalier extérieur en pierre. 
Cette chapelle, de forme rectangulaire, est une reconstruction du XVIIe siècle, sans caractère.
La destination de cette chapelle est d'abriter le reliquaire de la Vraie Croix. Orné de gravures et de neuf pierres précieuses, le reliquaire en cuivre sur bois doré est en forme de croix à double branches ; il est daté du XVIIe siècle. La relique est protégée à l'intérieur d'un médaillon.

## Galerie

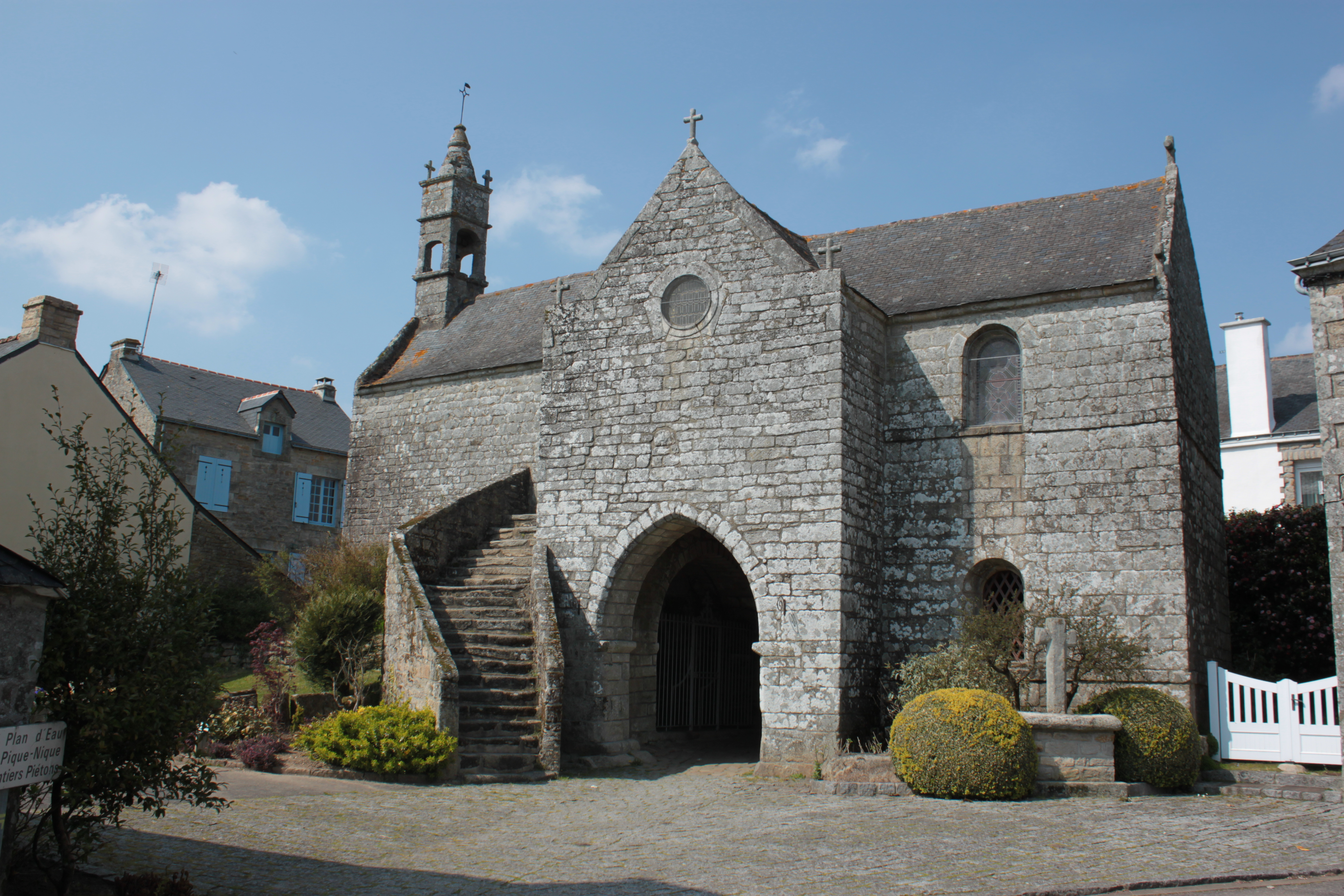
Vue sud.
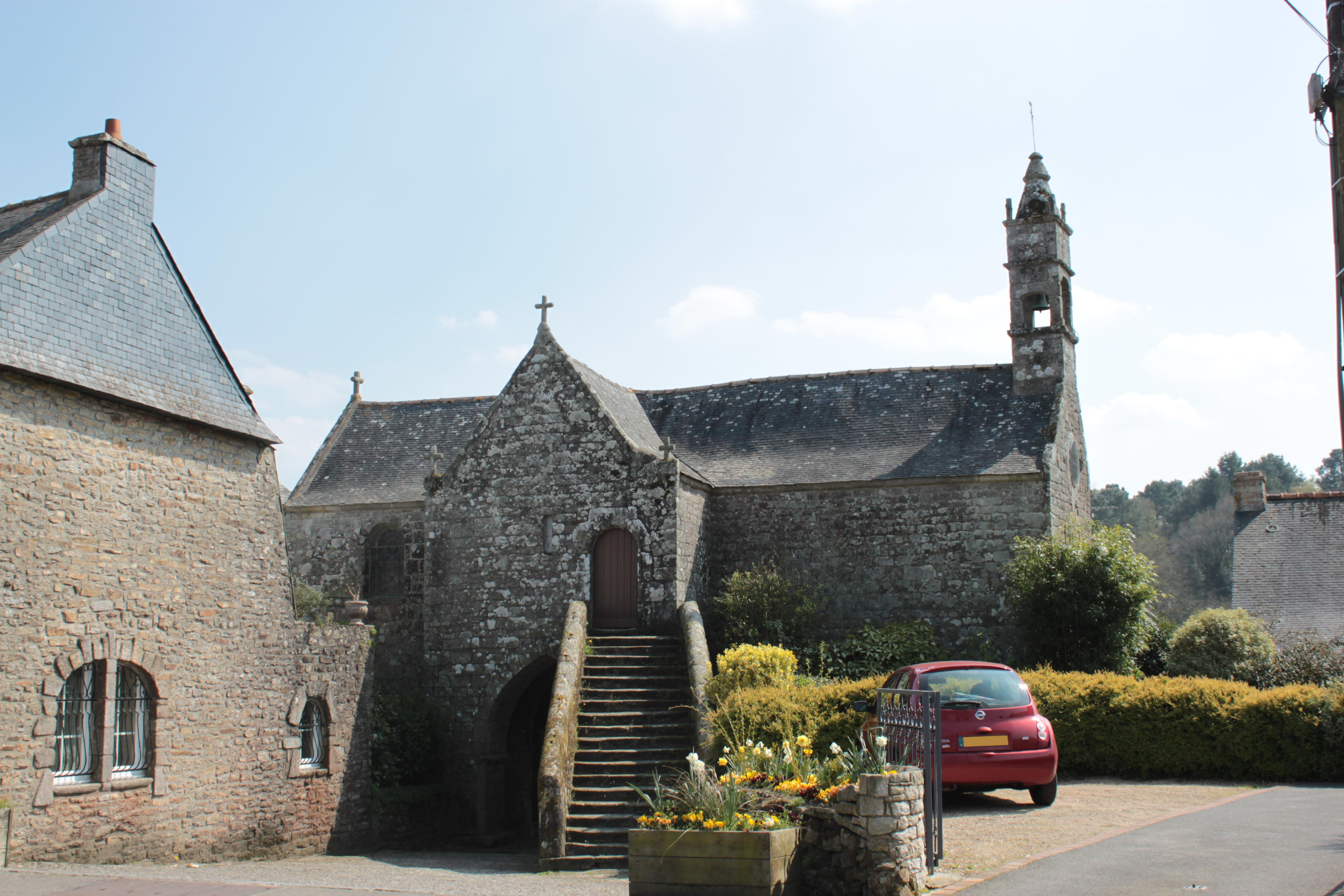
Vue nord.
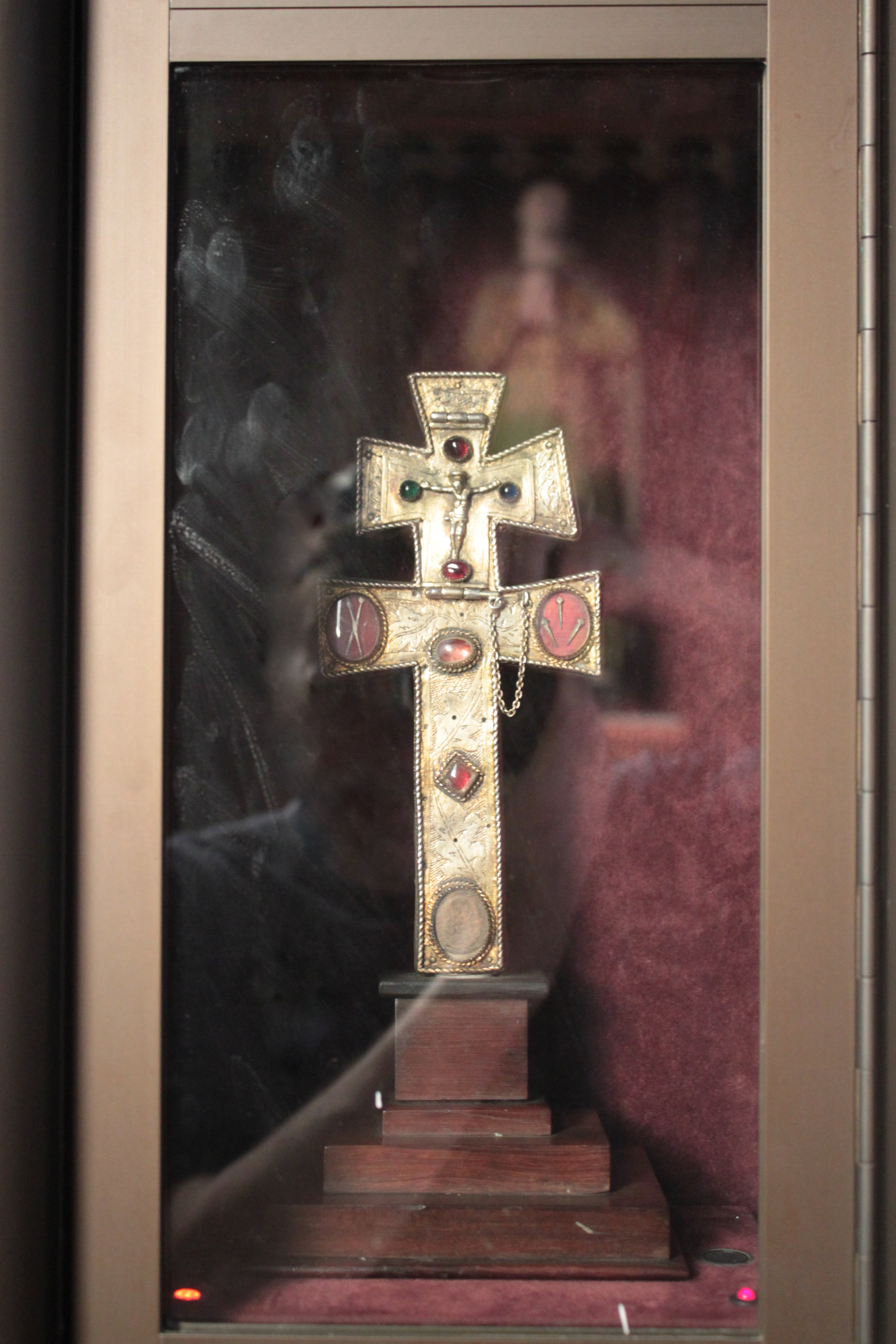
Reliquaire de la Vraie-Croix.
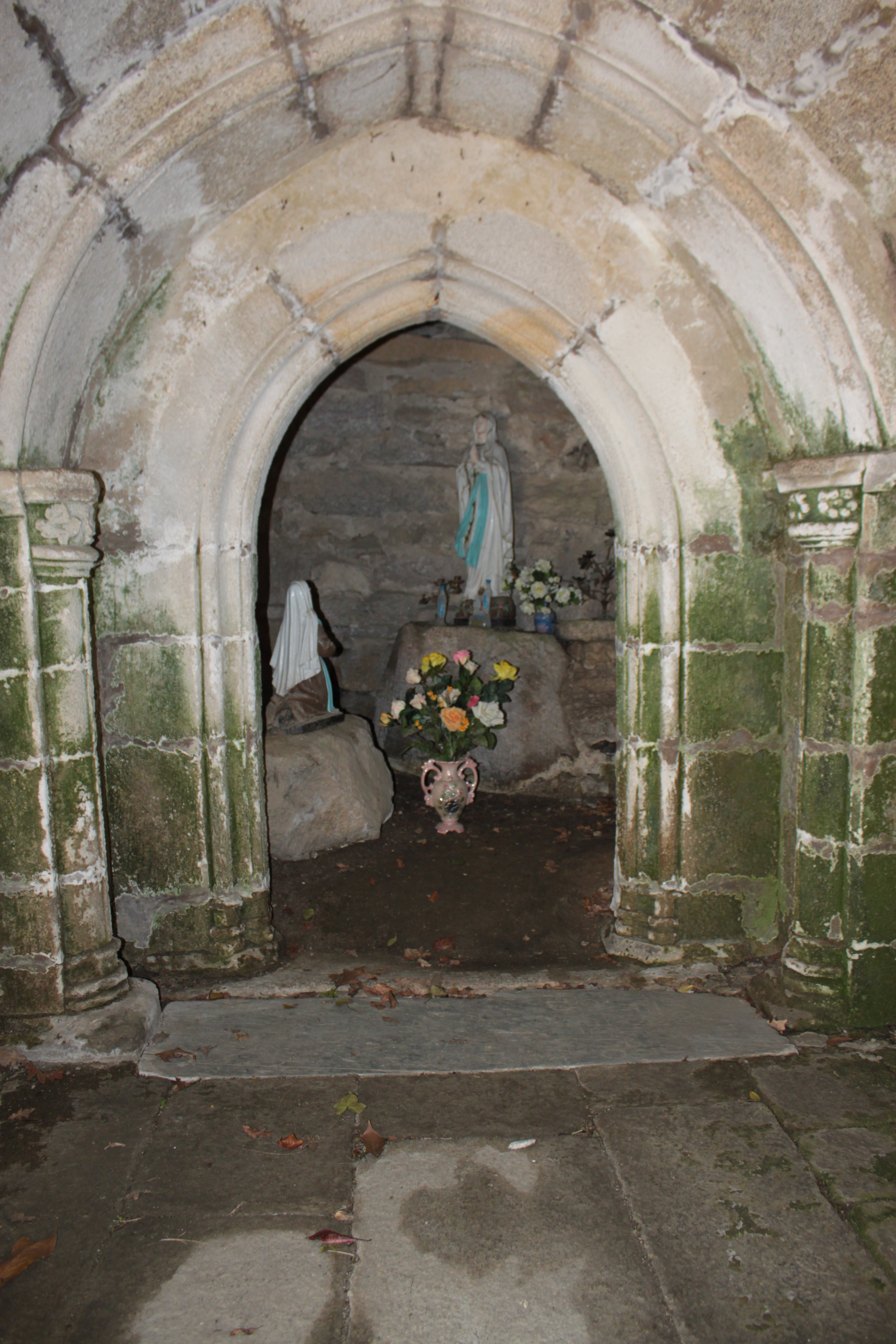
Réplique de Grotte, dans le passage sous la chapelle.
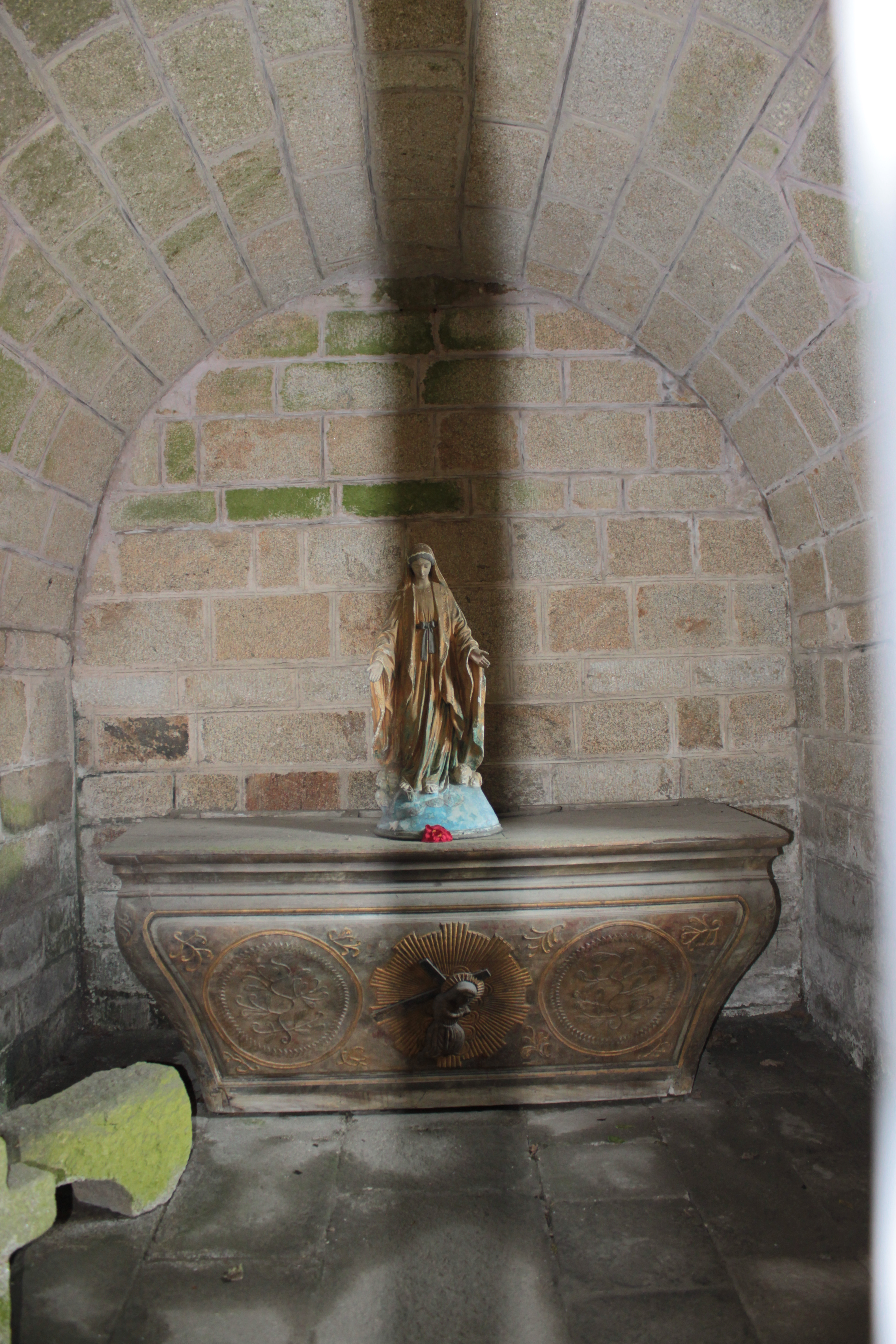
Vestiges de la chapelle Saint-Just, dans le passage sous la chapelle.